# Ditaxis clariana
Ditaxis clariana là một loài thực vật có hoa trong họ Đại kích. Loài này được (Jeps.) G.L.Webster mô tả khoa học đầu tiên năm 1997.